# ジャコウソウ
ジャコウソウ（麝香草、学名：Chelonopsis moschata ）は、シソ科ジャコウソウ属の多年草。

## 特徴
茎は四角形で、直立するか、多くは斜めに傾き、高さは60-100cmになる。葉は対生し、長さ5-12mmの短い葉柄があり、葉身は狭倒卵形から広倒披針形で、長さ10-20cm、幅3-10cmになる。葉先は長く鋭くとがり、基部はやや細くなって耳状心形になり、縁には粗い鋸歯がある。葉の表面には斜上する毛が、裏面には脈上に開出毛が生える。
花期は8-9月。上部の葉腋に1-3個の花をつける。葉腋からでる花柄は短く、その先の小花柄は長さ2-7mm。 萼は鐘形で、花時の長さは10-15mm、果時には長さ15-18mmになり卵球形になる。花冠は淡紅色で、長さ4-4.5cm、筒部が長い唇形で、上唇は短く、下唇が3裂し、中央の裂片は他の2片より大きく、中央裂片の先は浅く2裂する。雄蕊は4個あり、下側の2個が長い。果実は4個の分果で、大きく卵球形になった宿存性の萼に包まれ、分果の長さは7-8mmになる。

## 分布と生育環境
日本固有種。北海道、本州、四国、九州に分布し、山地の湿り気のある木陰や谷間など、湿った場所に生育する。

## 和名の由来
麝香草の意味で、茎葉をゆすると「麝香」のような馥郁（ふくいく）としたよい香りがするとして付けられたが、ジャコウソウにそれほどの香りはない。

## ギャラリー
- 葉腋からでる花柄は短い。
- 3裂した下唇の中央裂片は大きい。

## 類似種など
同属のタニジャコウソウ (C. longipes )は植物体の姿も花もよく似ているが、花柄が葉柄よりかなり長く、また、アシタカジャコウソウ (C. yagiharana )は、日本に分布する他の種と比べ小さく、植物体全体に立つ毛が多いことで区別できる。
イブキジャコウソウは名前は似ているが見かけはまったく異なり、分類的にもイブキジャコウソウ属であり、ジャコウソウとは別群である。